# Газета Гадяцького земства
«Газета Гадяцького земства» (з 14 грудня 1917 до 29 грудня 1918 — «Рідний край», з 23 вересня по 01 листопада 1919 — «Газета Гадяцького земства») — періодичне видання Гадяцької повітової земської управи. Видавалась у місті Гадяч Гадяцького повіту Полтавської губернії в період з 02 січня 1906-го до 29 грудня 1918 року і з 23 вересня до 01 листопада 1919 року.

## Історія видання
Зі свого першого номера газета виходила російською мовою, а з початком Української революції публікація статей відбувалась двома мовами. З призначенням на посаду редакторки О. Пчілки «Газета Гадяцького земства» змінила свою назву на «Рідний край» та стала друкуватись виключно українською мовою.
Газета, як правило, виходила 2–3 рази на тиждень обсягом 4 сторінки, у форматі сучасної районної газети. Друкувала на своїх шпальтах інформацію місцевого значення, журнали засідань повітових земських зборів, рекламу, розповідала про події, що відбувались у повіті й губернії, а також висвітлювала найбільш значущі події у державі та світі. За змістом опублікованої інформації не відрізнялась від інших подібних видань.
Упродовж всього часу свого життя газета друкувалася в м. Гадячі, з січня 1906 р. до грудня 1910 р. — в друкарні Мейлаха Мордухаєва Хазаровича, з січня до червня 1911 р. — в друкарні Мойсея Рувинова Козакова, а з червня 1911 р. до листопада 1919 р. — в Друкарні Гадяцького повітового земства, що знаходилася на вул. Середній (сучасна назва Шевченка), буд. 16.
Редакція газети весь час знаходилася за адресою: м. Гадяч, вул. Середня, буд. 14.
З приходом О. П. Косач газета спрямувала вектор подачі інформації у бік популяризації України як держави, приділяючи особливу увагу національній українській ідентичності.
Газета стала публікувати художні твори, розповідати про діяльність місцевої «Просвіти», інформувати про вистави народного театру.
Свою увагу газета звертала й на загальнодержавні події. На її шпальтах публікувались тексти Універсалів Центральної Ради, міжнародних договорів, інформація з фронтів. Не оминались увагою питання освіти, церкви, культури.
У період з грудня 1918-го до серпня 1919 року, коли Полтавщину захопили більшовики, газета не виходила, а з листопада 1919-го була остаточно ліквідована радянською владою.
За весь період існування газети вийшло друком 1864 номера, 90 % яких, за період радянської окупації України, було або знищено, або вивезені до центральних архівів і бібліотек колишнього СРСР. На даний час, завдяки ініціативі та за власний кошт голови громадської спілки «Українська культурна спадщина» Олексія Новікова, відскановано та повернуто українському читачу усі 14 річних комплектів газети.
З 02 січня 2024 року в місті Києві за ініциативи і за кошт Олексія Новіков було відновлено вихід друком газети «Рідний край», а з 01 червня 2024 року газета має загальноукраїнський статус. Газета продовжила наскрізну нумерацію починаючи з 1906 року. До числа 1 від 02 січня 2024 року додано наскрізний порядковий номер 1865 (ч. 1 (1865)), а до І року виходу відновленої газети додано число XV (І (XV)).
Редакція відновленого «Рідного краю» знаходиться за адресою: м. Київ, вулиця Софіївська, будинок 23, офіс 2.

## Редактори
- Олена Пчілка (Косач) з 05.05.1917 р. по 15.02.1918 р.
- Сергій Гаєнко з 15.02. по 20.03.1918 р.
- Іван Косенко з 20 по 29.03.1918 р.
- Олександр Василенко з 01.04. по 05.10.1918 р.
- А. В. Дмитрієв з 05.10. по 31.12.1918 р.
- Олександр Анфілохович Тулінській (голова Гадяцької земської управи 09 — 11.1919 р.) з 23.09. по 01.11.1919 р.
- Олексій Сергійович Новіков з 18 жовтня 2023 року.

## Відповідальні за редакцію
- Пилип Іванович Мельников (Голова Земської управи з 1902 р. до травня 1917 р., з березня 1917 р. — Гадяцький повітовий комісар) з 01.01.1906 р. по 5.05.1917 р.
- Володимир Іванович Полетика (Гадяцький повітовий комісар Тимчасового уряду, земський голова) з 05.05.1917 р. по 10.07.1917 р.
- Євген Володимирович Чижов (Голова Земської управи) з 10.07. по 28.10.1917 р.
- Петро Олексійович Новіков (Повітовий комісар з липня по 12.12.1917 р., Земський голова Гадяцької повітової народної управи з 29.10.1917 р. по 05.10.1918 р.) з 20.11.1917 р. по 15.02.1918 р., з 20.03. по 05.10.1918 р.
- Григорій Маркелович Балика з 15.02. по 20.03.1918 р.
- Георгій Пилипович Тарасевич (в.о. голови Гадяцької Земської управи) з 05.10. по 31.12.1918 р.